# Дај шта даш
„Дај шта даш” је југословенски кратки филм из 1960. године. Режирао га је Стеван Петровић који је написао и сценарио.

## Улоге
| Глумац             | Улога |
| ------------------ | ----- |
| Бранка Јовановић   |       |
| Предраг Милинковић |       |